# Выдрица (заказник)
«Выдрица» (бел. «Выдрыца») — ландшафтный заказник в Беларуси. Расположен к северу от города Светлогорска в пределах Светлогорского и Жлобинского районов. Общая площадь — 17 560 гектаров. Создан 14 октября 1999 года в целях сохранения в естественном состоянии уникального природного комплекса с популяциями редких и исчезающих видов растений и животных, занесенных в Красную книгу Беларуси.
31 января 2014 года заказник был включён в европейскую сеть водно-болотных угодий, охраняемых согласно Рамсарской конвенции.
В заказнике представлены средневозрастные и молодые хвойно-мелколиственные леса, пойменные луга, низинные болота. Гидрологический ландшафт формируют 26 озёр и реки Березина, Выдрица, Ола.
В растительном мире заказнике зарегистрированы 670 видов сосудистых растений, 12 из них занесены в Красную книгу республики Беларусь: фиалка топяная, шпажник черепитчатый, прострел луговой и др. Из 200 видов наземных позвоночных, обитающих в «Выдрице», 17 находятся под угрозой исчезновения, в том числе чёрный аист, скопа, пустельга, кобчик, орешниковая соня и другие.
В 2014-м году на развитие туристической инфраструктуры заказников «Выдрица» и «Смычок» было выделено государственное финансирование в размере половины миллиарда рублей. В 2020-м в «Выдрице» началась работа по созданию девятикилометрового эколого-патриотического маршрута «Сцежка да Алы», который должен соединить экотуристический центр «Уречье» с мемориальным комплексом «Ола».